# Litostroj
Litostroj is een Sloveens bedrijf in de zware industrie.

## Geschiedenis
Titovi Zavodi Litostroj werd in 1947 opgericht in Ljubljana in het toenmalige Joegoslavië voor de productie van staal. Het was een voortzetting van meerdere mechanische fabrieken die al meer dan honderd jaar in de regio Ljubljana bestonden. Het eerste ijzer werd gemaakt en gegoten op 1 september 1947 in een nieuwe fabriek die werd geopend door Josip Broz Tito, wiens naam het bedrijf droeg tot 1990. In 1991 werd het bedrijf omgedoopt tot Litostroj Tovarna Ulitkov d.o.o..
In 1999 verwierf IHC Holland Merwede een groot deel van het kapitaal en er volgden grote investeringen in de gieterij-uitrusting. Ook werd de naam gewijzigd in Litostroj Ulitki d.o.o.. In 2007 volgde een naamswijziging tot Litostroj Steel Ltd. nadat het bedrijf in 2006 was overgenomen door ACMG d.o.o.

### Auto's

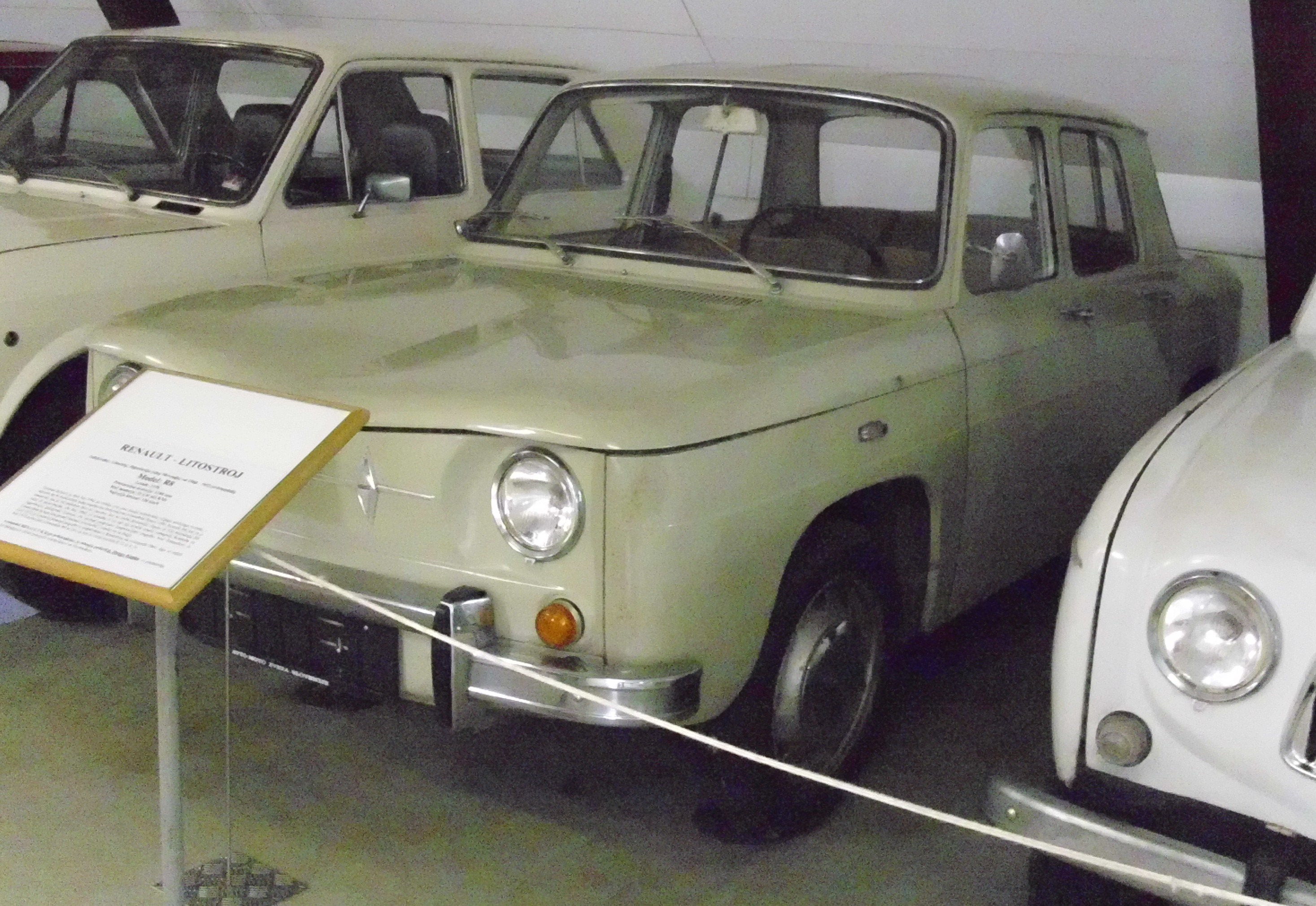
Litostroj-Renault 8 uit 1970

Tussen 1969 en 1972 werden ook auto's geproduceerd. Het bedrijf tekende een contract met Renault om personenauto's te assembleren. De productie van de Renault 4 begon in november 1969. Naast de Renault 4 als personen- en bestelauto omvatte het assortiment de R6, R8, R10 en R16. In 1970 werd de Renault 12 toegevoegd als sedan en stationwagen.
De productie eindigde in september 1972 na een totaal van 20.449 gebouwde exemplaren. Renault kwam daarna een licentieproductie overeen met Industrija Motornih Vozil uit Novo mesto.

### Hydro-energie
Litostroj is sinds 2000 actief op de elektriciteitsmarkt. Zo produceert het bedrijf hydraulische turbines voor waterkrachtcentrales.